# Simulium dolini
Simulium dolini är en tvåvingeart som beskrevs av Usova och Sukhomlin 1989. Simulium dolini ingår i släktet Simulium och familjen knott.
Artens utbredningsområde är Ukraina. Inga underarter finns listade i Catalogue of Life.